# Pagrus auriga
Pagrus auriga (Valenciennes, 1843), conosciuto commercialmente come pagro e comunemente come pagro reale  un pesce osseo della famiglia Sparidae. Nelle tassonomie internazionali viene assunto come specie a sé stante, ma da altri è stato pure considerato forma giovanile di Pagrus herenbergi (Pagro azzurro) e, quindi, anche sinonimo di Pagrus caeruleostictus

## Distribuzione e habitat
È diffuso nel mar Mediterraneo ma soprattutto nelle zone meridionali ed infatti scarseggia nei mari italiani. È presente anche nell'Oceano Atlantico orientale tra il Portogallo e l'Angola.

Vive su fondi duri tra i 10 ed i 150 m, i giovani vivono spesso in acque basse mentre i vecchi esemplari stanno in profondità

## Descrizione
Non troppo dissimile dal pagro, si riconosce per il corpo più alto e per i giovani che hanno 2 raggi molto allungati sulla pinna dorsale. 

La livrea è caratteristica nei giovani che hanno 5-7 larghe fasce verticali di colore rosso vivo, di spessore disuguale fra loro, sui fianchi mentre gli adulti tendono a diventare uniformemente rosati. 

Raggiunge i 75 cm.

## Riproduzione
Questa specie è ermafrodita proterogina, l'inversione sessuale (da femmina il pesce diventa maschio) avviene ad una lunghezza di circa 55 cm.

## Pesca
Si cattura come il dentice e le carni sono ugualmente apprezzate.

## Nota tassonomica
Questa specie ed il pagro reale maschio sono state a lungo confuse e la loro posizione tassonomica è stata chiarita solo da pochi anni.